# 圣菲尔贝德布艾讷
圣菲尔贝德布艾讷（法語：Saint-Philbert-de-Bouaine，法語發音：[sɛ̃ filbɛʁ də bwɛn]）是法国卢瓦尔河地区大区旺代省的一个市镇，位于该省北部，属于永河畔拉罗什区。

## 地理
圣菲尔贝德布艾讷（46°59'7"N, 1°31'15"W）面积50.16 平方千米，位于法国卢瓦尔河地区大区旺代省，该省份为法国西部沿海省份，北起大西洋卢瓦尔省和曼恩-卢瓦尔省，西临大西洋，南至滨海夏朗德省，东部及东南部与德塞夫勒省接壤。
与圣菲尔贝德布艾讷接壤的市镇（或旧市镇、城区）包括：蒙贝尔、拉普朗什、圣科隆邦、洛涅河畔科尔库埃、维埃耶维涅、热内通、罗什塞维耶尔。

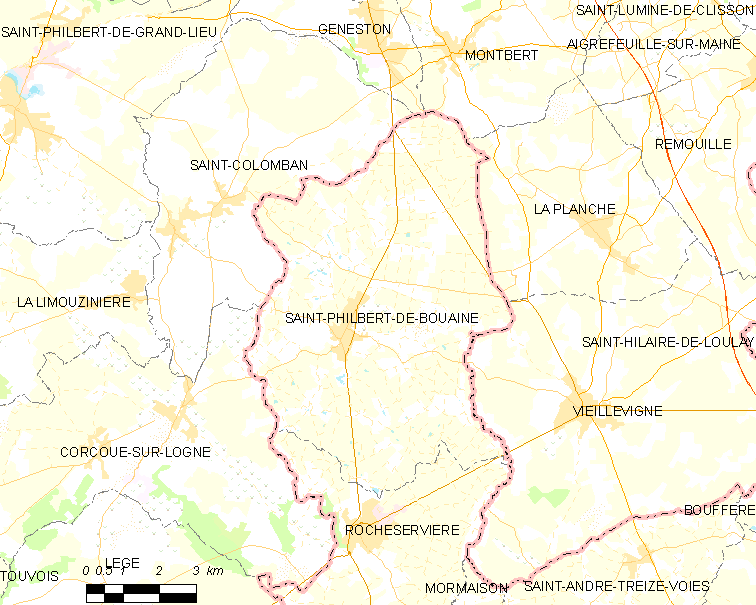
圣菲尔贝德布艾讷的OSM定位图

圣菲尔贝德布艾讷的时区为UTC+01:00、UTC+02:00（夏令时）。

## 行政
圣菲尔贝德布艾讷的邮政编码为85660，INSEE市镇编码为85262。

## 政治
圣菲尔贝德布艾讷所属的省级选区为艾泽奈县。

## 人口

1962-2008年间圣菲尔贝德布艾讷人口变化图示

圣菲尔贝德布艾讷于2022年1月1日时的人口数量为3622人。